# Девил (Луизијана)
Девил (енгл. Deville) насељено је место без административног статуса у америчкој савезној држави Луизијана.

## Демографија
По попису из 2010. године број становника је 1.764, што је 757 (75,2%) становника више него 2000. године.
| Група             | 2000.       | 2010.         |
| Белци             | 983 (97,6%) | 1.731 (98,1%) |
| Афроамериканци    | 1 (0,1%)    | 2 (0,1%)      |
| Азијати           | 0 (0,0%)    | 4 (0,2%)      |
| Хиспаноамериканци | 1 (0,1%)    | 5 (0,3%)      |
| Укупно            | 1.007       | 1.764         |